# Appendicula minutiflora
Appendicula minutiflora är en orkidéart som beskrevs av Oakes Ames och Charles Schweinfurth. Appendicula minutiflora ingår i släktet Appendicula och familjen orkidéer. Inga underarter finns listade i Catalogue of Life.